# Plagodis saturaria
Plagodis saturaria là một loài bướm đêm trong họ Geometridae.